# Saucillo, Coahuila
Saucillo är en ort i Mexiko.   Den ligger i kommunen Viesca och delstaten Coahuila, i den centrala delen av landet, 800 km nordväst om huvudstaden Mexico City. Saucillo ligger 1 099 meter över havet och antalet invånare är 122.
Terrängen runt Saucillo är huvudsakligen platt, men åt nordost är den kuperad. Runt Saucillo är det mycket glesbefolkat, med 3 invånare per kvadratkilometer. Närmaste större samhälle är Ejido Venustiano Carranza, 10,4 km söder om Saucillo. Trakten runt Saucillo är ofruktbar med lite eller ingen växtlighet.